# Navidades en California
Navidades en California es una película estadounidense de comedia romántica original de Netflix, dirigida por Shaun Piccinino y protagonizada por Lauren Swickard y Josh Swickard.

## Sinopsis
Joseph Van Aston vive una vida sin preocupaciones siendo el hijo de una multimillonaria magnate inmobiliaria de San Francisco. Pasa su tiempo siendo mujeriego y disfrutando de un alto estilo de vida. Sin embargo, cansada de sus excesos, su madre lo envía a Petaluma para cerrar un trato para comprar una granja lechera que continuamente se ha negado a vender la tierra. Callie Bernet es una mujer trabajadora y testaruda, cuya granja es más valiosa para ella que cualquier valor monetario, a pesar de estar muy atrasada en las facturas. Vive en el rancho con su madre Wendy, que tiene cáncer, y su hermana pequeña Hannah.
Joseph llega a la granja y conoce a Callie, que está ocupada con una vaca que da a luz a un ternero. Allí, lo confunden con el nuevo empleado del rancho, Manny, que llegará pronto, y ayuda a Callie con el nacimiento. Decide aprovechar esto en un intento por ganarse la confianza de Callie y, a pesar de no tener experiencia en una granja, continúa haciéndose pasar por Manny.
Mientras tanto, Joseph envía a su mayordomo Leo para encontrar al verdadero Manny y pagarle para que no se presente en la granja. Manny saca provecho de la situación haciendo pedidos generosos a cambio de su silencio y quedándose en un Airbnb con Leo, donde comen, juegan a videojuegos y beben buen vino durante todo el día. Leo descubre que Manny tiene una asombrosa habilidad para determinar cada nota en los vinos, además de darle consejos agrícolas a Joseph, quien está en problemas.
Con el tiempo, Joseph se vuelve más experto en la granja y se acerca más a la familia Bernet. Joseph y Callie pronto desarrollan sentimientos el uno por el otro y Callie le muestra a Joseph un pequeño viñedo abandonado en la propiedad, dejado por el difunto padre de Callie, Ben. Ocasionalmente regala, pero no vende, el vino previamente embotellado, y terminan compartiendo parte de una botella.
A medida que se acerca la Navidad, Joseph intenta decirle a Callie la verdad sobre quién es, pero nunca encuentra el momento adecuado. También ignora continuamente las llamadas de su madre para una actualización del estado del trato del rancho. La madre de Joseph toma el asunto en sus propias manos y llega al rancho, exponiendo completamente la estafa y presionando a Callie para que acepte el trato para pagar las extensas facturas médicas de su madre. Callie rechaza la oferta y echa a Joseph, quien se enfrenta a su madre y le suplica que ayude a salvar el rancho.
Leo y Manny prueban el vino del rancho de la botella sobrante que tenía Joseph y se dan cuenta de que es uno de los mejores vinos que jamás hayan probado. Los tres llevan el vino a un destacado sumiller, quien está de acuerdo con la calidad. Joseph regresa al viñedo abandonado y ayuda a arreglar el área. Callie lo encuentra trabajando en él y, aunque todavía está enfadada por sus mentiras, le ayuda para que el viñedo esté presentable. El experto en vinos visita el viñedo y termina comprando el resto del vino del padre de Callie en la bodega y también alquila las vides existentes para el futuro. Con la compra y las futuras comisiones por ventas, es suficiente para mantener el rancho en manos de Callie.
Joseph arregla en secreto el viejo granero de Callie y se lleva a cabo una celebración de Navidad, donde Callie finalmente lo perdona y se reconcilian. En algún momento en el futuro, Joseph y Callie están sentados en un banco en el ahora próspero viñedo bajo un cartel que reza por la memoria de Ben y Wendy, dándose por hecho que la madre de Callie ha muerto por su cáncer. Los anillos de boda son visibles en sus manos.

## Reparto
- Lauren Swickard como Callie Bernet
- Josh Swickard como Joseph Van Aston
- Amanda Detmer como Wendy Bernet
- Ali Afshar como Leo
- David del Río como Manny
- Gunnar Anderson como Connor
- Katelyn Epperly como Liz
- Natalia Mann como Hannah Bernet
- Julie Lancaster como Amy Van Aston
- Aaron Jones como Vincenzo
- Montanna Gillis como Jasmine
- Cheyney Steininger como Ben Bernet
- George Kosturos como Liam